# Николаевка Вторая (Лозовской район)
Николаевка Вторая (укр. Миколаївка Друга) — село в Лозовском районе Харьковской области Украины. До 19 июля 2020 года входило в состав Близнюковского района.
Код КОАТУУ — 6320683505. Население по переписи 2001 г. составляет 376 (172/204 м/ж) человек.

## Географическое положение
Село Николаевка Вторая находится на левом берегу реки Большая Терновка, на противоположном берегу выше по течению находится село Зелёное (Днепропетровская область), ниже — село Новая-Русь (Днепропетровская область).

## История
- 1850 — дата основания.
- В 1993 году в селе работали детский сад, магазин, школа.[3]

## Экономика
- В селе были при СССР несколько молочно-товарных и свинотоварная фермы.

## Культура
- Школа.
- Клуб.

## Достопримечательности
- Братская могила советских воинов. Похоронены 79 павших воинов.